# Antiguo Canal Ludwig-Danubio-Meno-

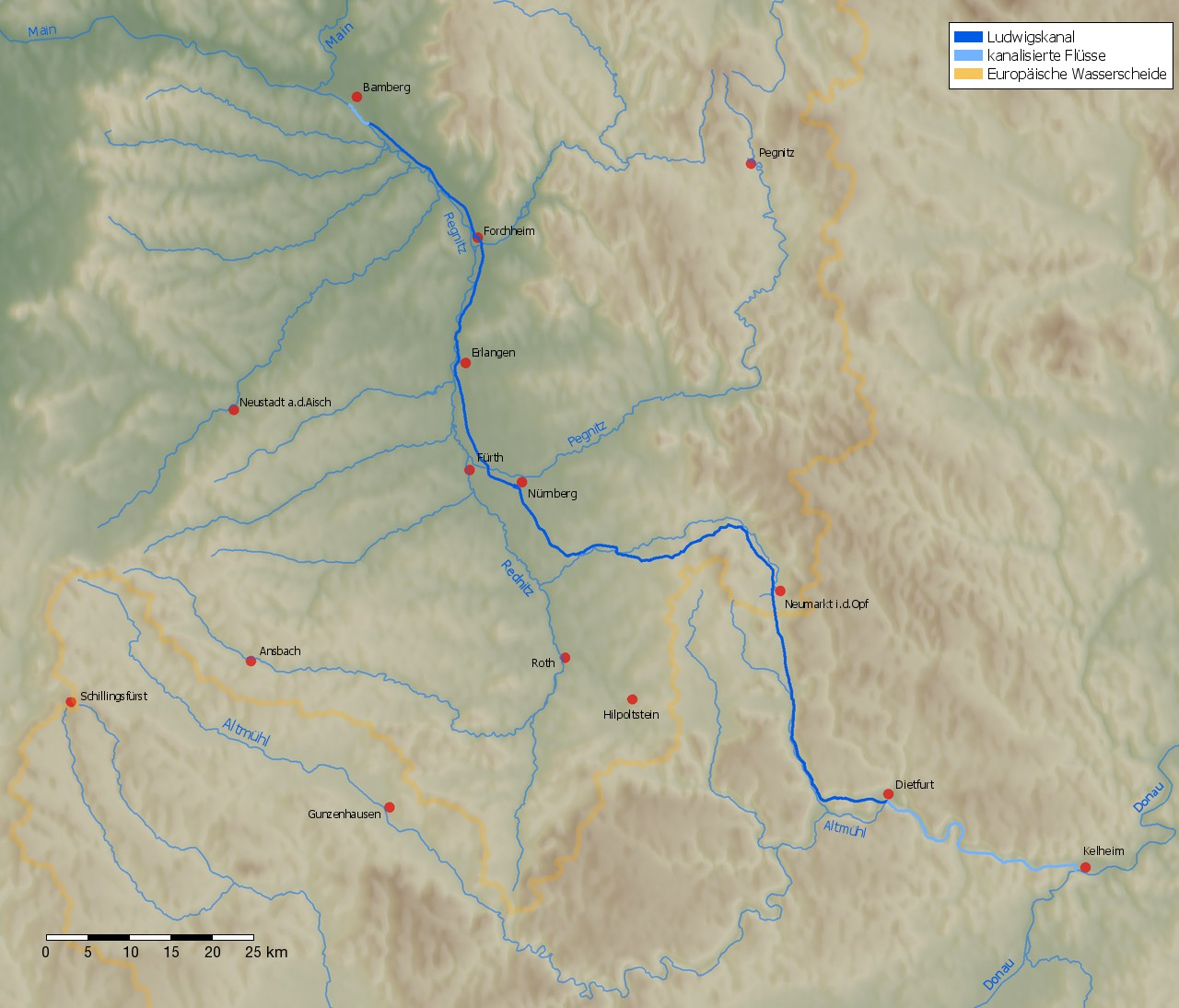
Mapa del canal Ludwig

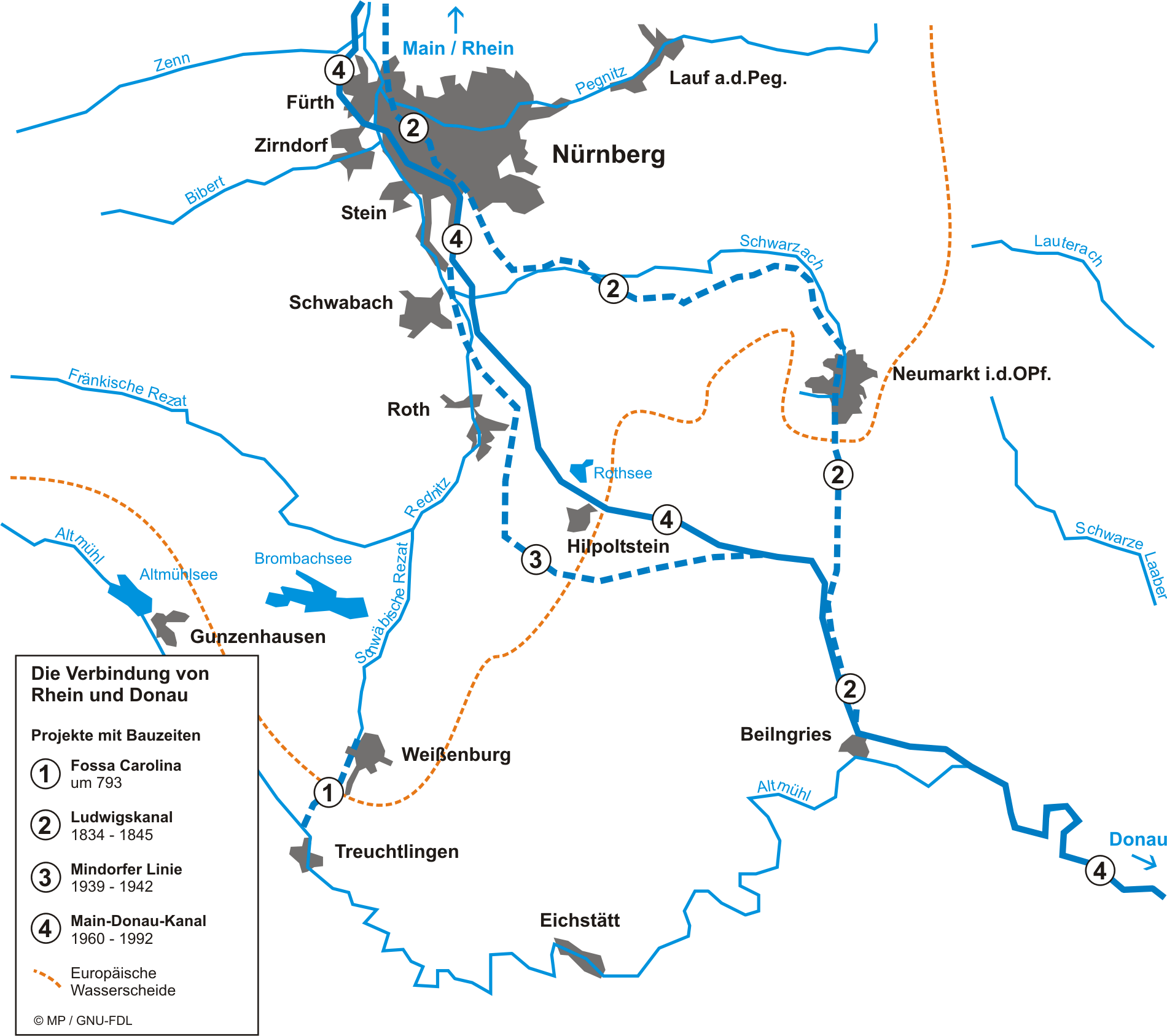
Los distintos proyectos para unir el Meno y el Danubio

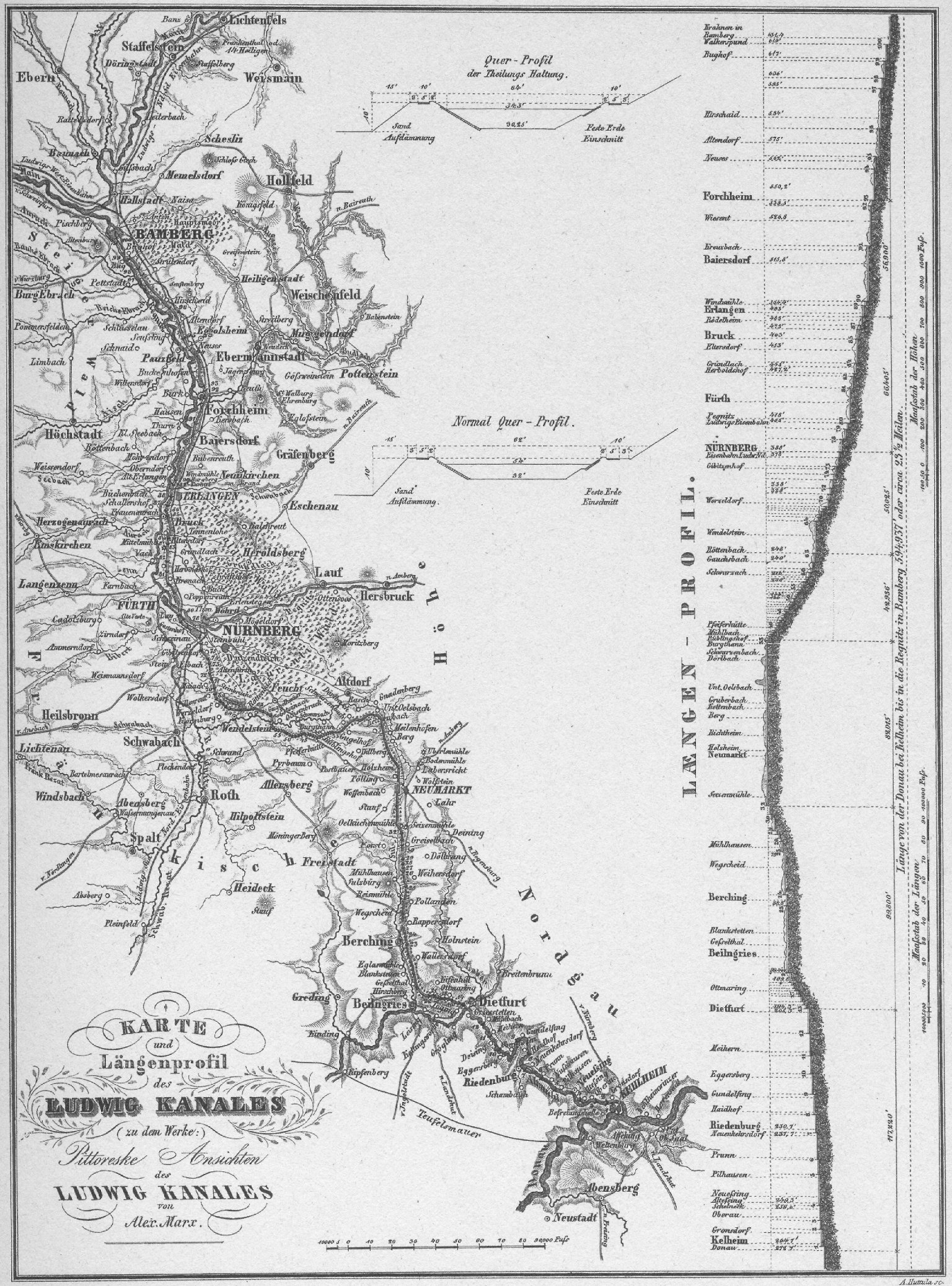
Mapa y perfil longitudinal del canal Ludwig, grabado en acero (1845) de Alexander Marx

El Canal Ludwig (en alemán: Ludwig-Donau-Main-Kanal o Ludwigskanal ), es un canal que se utilizó para la navegación y está abandonado en el sur de Alemania .

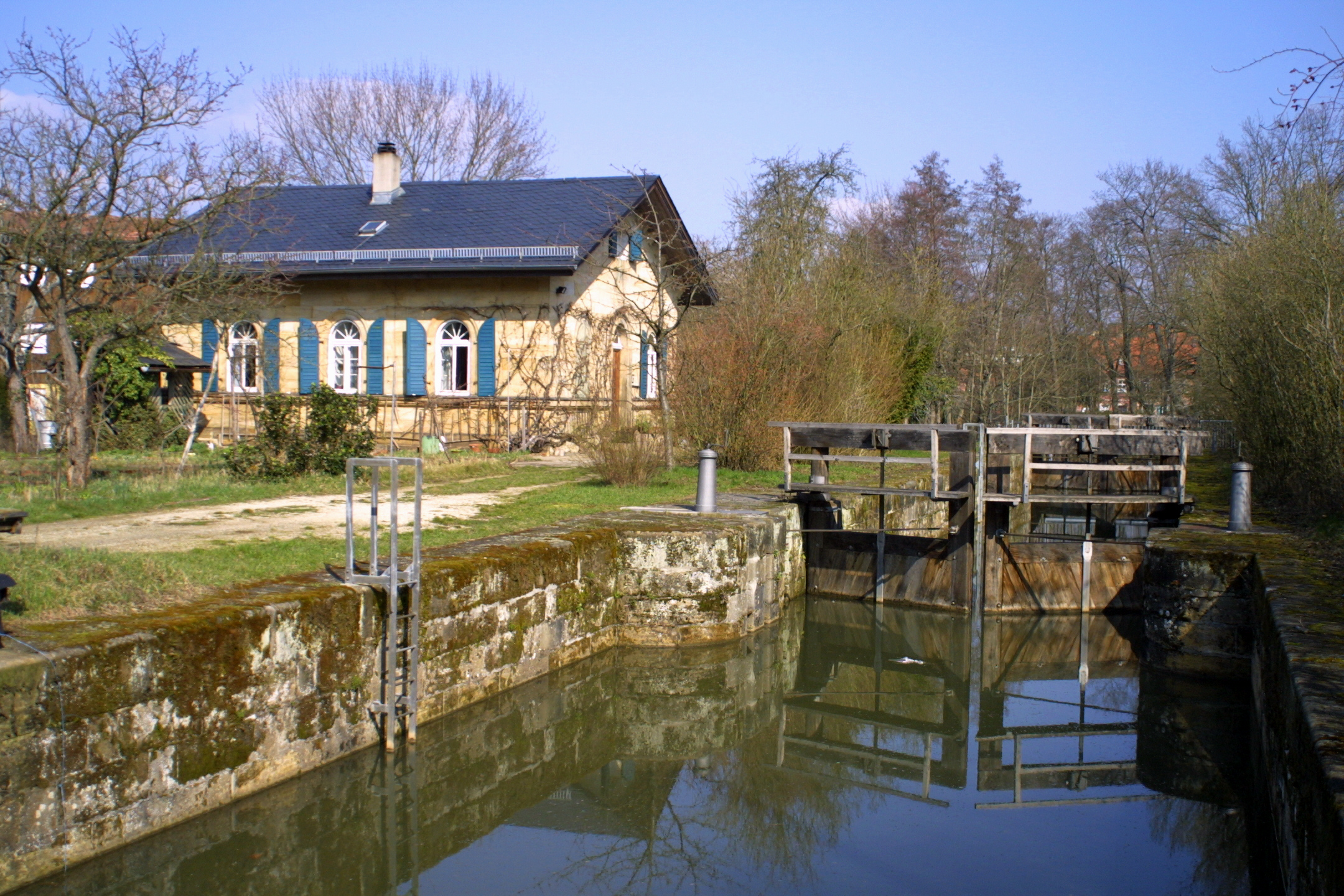
Esclusa número 100 en Bamberg

El canal unía el río Danubio en Kelheim con el río Meno en Bamberg, conectando la cuenca del Danubio con la cuenca del Rin . El Canal Ludwig fue la realización de un viejo sueño  que permitía a las barcazas navegar desde el Mar del Norte hasta el Mar Negro, resultó insostenible y finalmente fue reemplazado por un canal más grande un siglo después.
El canal lleva el nombre del rey Luis I de Baviera y fue construido entre 1836 y 1846. Mientras que el Meno y el Danubio eran ríos anchos canalizados, el Canal Ludwig era un canal estrecho, con numerosas esclusas y escasez de suministro de agua hasta el nivel de la cumbre . El canal se convirtió en un cuello de botella y la explotación de la vía fluvial pronto dejó de ser rentable. Otro factor que determinó el declive del canal fue la competencia de la red ferroviaria en rápido desarrollo en el campo del sur de Alemania. En lugar de reparar los daños sufridos durante la Segunda Guerra Mundial (el canal estaba cerca de la ciudad bombardeada de Núremberg ), el canal fue finalmente abandonado en 1950.
La construcción del nuevo Canal , el Canal Rin-Meno-Danubio, mucho más grande, se inició en 1921, pero no se completó hasta 1992. El nuevo canal es más corto y sigue una ruta hacia el sur y el oeste del canal anterior.

## Los restos del canal Ludwig
Hoy en día todavía existen entre Núremberg y Berching alrededor de 60 Km de canal en buen estado. Algunas de las esclusas todavía funcionan y parte del camino se ha convertido en una pista para bicicletas. El antiguo canal se acerca al nuevo canal en Pollanten, y desde allí los dos canales fluyen río abajo en paralelo, hasta finalmente encontrarse.5 km al sur de Berching .